# Mère-fille, mode d'emploi
Ne doit pas être confondu avec Mère, fille : Mode d'emploi.
Pour plus de détails, voir Fiche technique et Distribution.
Mère-fille, mode d'emploi, ou au Québec Les Règles de Georgia (en anglais, Georgia Rule) est un film américain réalisé par Garry Marshall, sorti en 2007.

## Synopsis
Rachel Wilcox (Lindsay Lohan) crie, jure, couche, se drogue, vole et boit. À la suite de son dernier accident de voiture, Rachel a brisé la règle de sa mère, Lilly (Felicity Huffman). N'ayant nul endroit où envoyer sa fille impulsive et déchaînée, Lilly l'emmène à l'endroit où elle s'était juré de ne jamais revenir : la maison de sa propre mère, Georgia Randall (Jane Fonda), qui vit sa vie avec un nombre incroyable de règles, et quiconque vit chez elle se doit d'y obéir. Obligée de s'occuper de sa petite-fille, Georgia devra faire preuve de patience pour comprendre la colère de Rachel.
La jeune fille va découvrir un autre univers et surtout, va pouvoir enfin exprimer sa colère, notamment contre le petit ami de sa mère qui n'hésite pas à lui faire des avances. Les trois femmes vont devoir communiquer afin de mieux résoudre leurs conflits qui durent depuis trop longtemps.

## Fiche technique
- Titre original : Georgia Rule
- Titre français : Mère-fille, mode d'emploi
- Titre québécois : Les règles de Georgia
- Réalisation : Garry Marshall
- Scénario : Mark Andrus
- Décors : Garrett Lewis
- Costumes : Gary Jones
- Photographie : Karl Walter Lindenlaub
- Montage : Bruce Green et Bruce Green
- Musique : John Debney
- Production : Michael Besman, Guy McElwaine, Kevin Reidy, David C. Robinson, James G. Robinson, Bonnie Timmermann
- Société de production : Morgan Creek Productions
- Société de distribution : Universal Pictures
- Pays d'origine : États-Unis
- Format : Couleurs - 2,35:1 - DTS / Dolby Digital / SDDS
- Genre : Comédie dramatique, romance
- Durée : 113 minutes
- Dates de sortie :
  -  États-Unis : 11 mai 2007
  -  France : 2 octobre 2008 (en DVD)

## Distribution
- Jane Fonda (VF : Évelyn Séléna ; VQ : Diane Arcand) : Georgia
- Felicity Huffman (VF : Caroline Beaune ; VQ : Anne Caron) : Lilly
- Lindsay Lohan (VF : Karine Foviau ; VQ : Kim Jalabert) : Rachel Wilcox
- Garrett Hedlund (VF : Vincent Barazzoni ; VQ : Daniel Roy) : Harlan
- Dermot Mulroney (VF : Stéphane Ronchewski ; VQ : Daniel Picard) : le Dr Simon Ward
- Cary Elwes (VF : Georges Caudron ; VQ : Pierre Auger) : Arnold
- Hector Elizondo (VF : Jean-Pierre Leroux) : Izzy
- Paul Williams (VF : Gilbert Levy) : M. Wells
- Christine Lakin : Grace Cunningham

Source et légende : VF (version française) sur Doublagissimo

## Autour du film
Le film a été tourné en Californie, en particulier :
- California State University Northridge, Northridge, Los Angeles, Californie (extérieurs)
- Columbia/Sunset Gower Studios, Hollywood, Los Angeles, Californie (studio)
- Los Angeles,
- Monrovia, Californie,
- Pasadena,
- Santa Clarita,
- Santa Paula,